# Artur Wichniarek
Artur Mikołaj Wichniarek (ur. 28 lutego 1977 w Poznaniu) – polski piłkarz, który występował na pozycji środkowego napastnika, reprezentant Polski. Najlepszy strzelec niemieckiego klubu Arminia Bielefeld w historii występów w Bundeslidze (45 goli).

## Kariera klubowa
Rozpoczynał swoją profesjonalną klubową karierę w Lechu Poznań w sezonie 1992/1993. W kolejnym sezonie zaliczył debiut w I lidze. W poznańskim zespole nie występował jednak w podstawowym składzie i wiosną 1996 został wypożyczony do grającego w II lidze Górnika Konin. Po powrocie do Lecha w przerwie letniej, przebił się do podstawowego składu, a sezon 1996/1997 zakończył z 30 występami w lidze i 4 strzelonymi bramkami. Po rozpoczęciu kolejnego sezonu przeszedł do Widzewa Łódź, w którym grał w najwyższej lidze do 1999, występując 57 razy i zdobywając 28 bramek (najwięcej w sezonie 1998/1999 – 20, kiedy to został wicekrólem strzelców, tuż za Tomaszem Frankowskim z 21 golami). W tym też okresie ówczesny trener łódzkiej drużyny Wojciech Łazarek – z którym Wichniarek miał okazję pracować w Górniku Konin – zmienił jego pozycję z lewego skrzydłowego na środkowego napastnika.

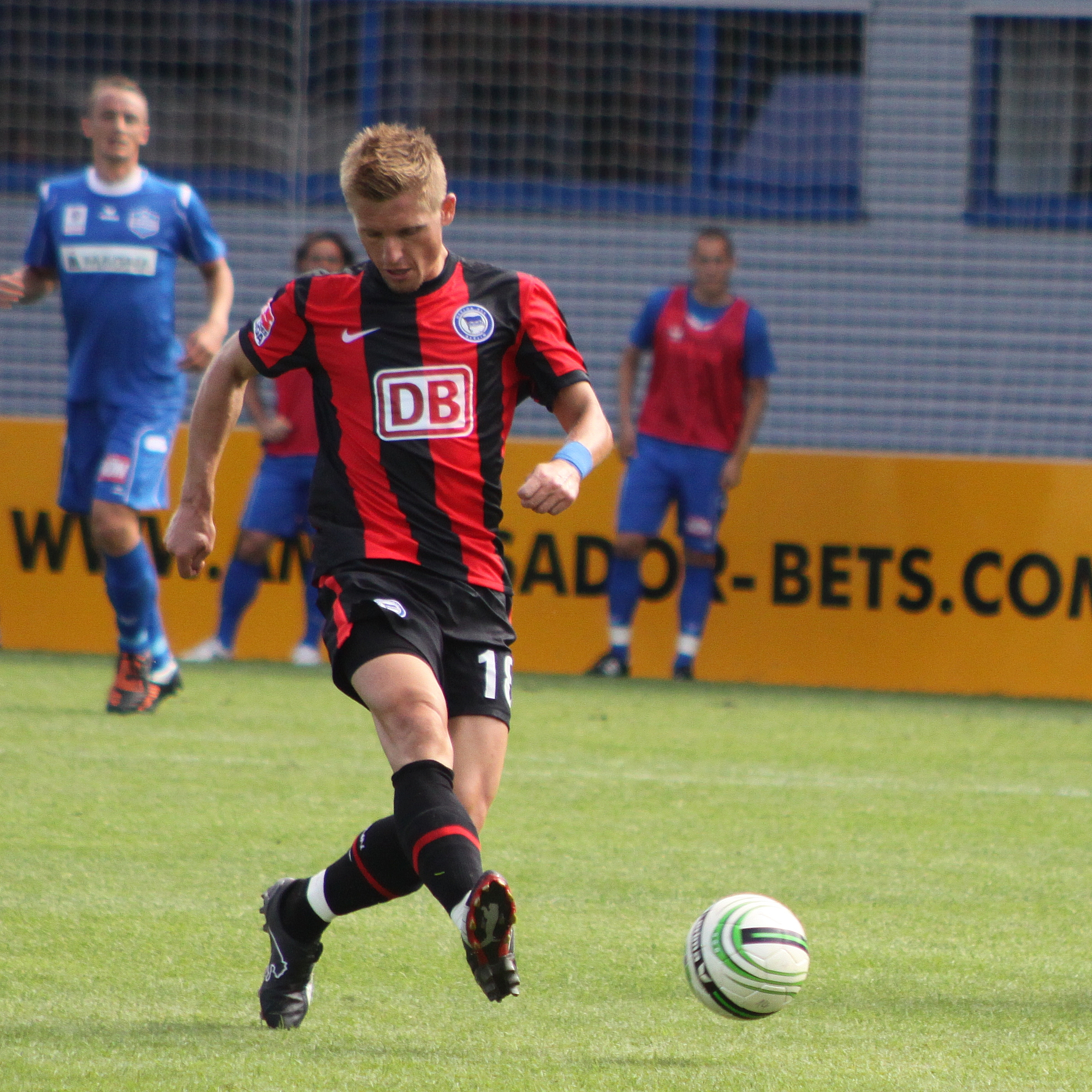
Wichniarek w barwach Herthy BSC (2009)

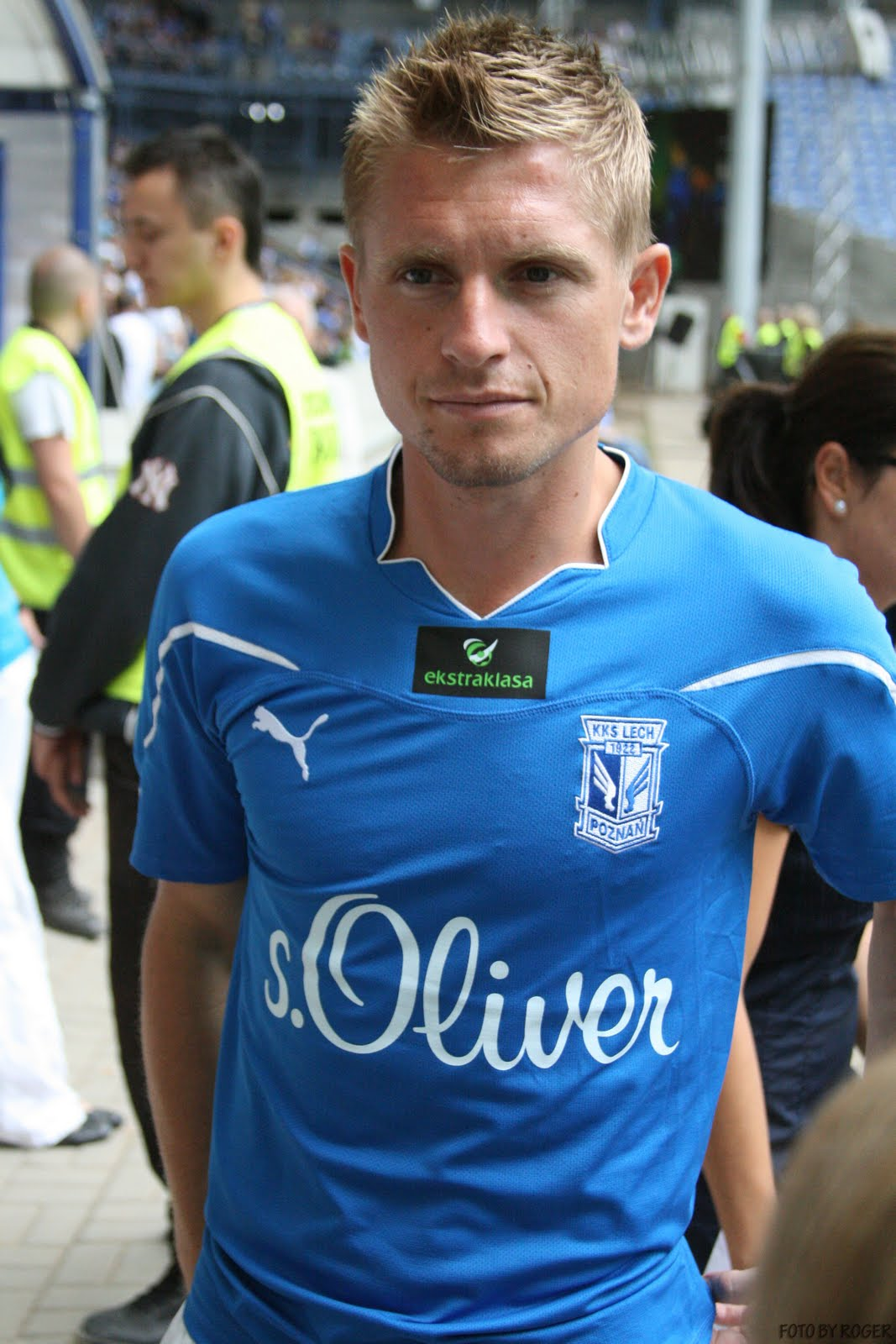
Wichniarek w barwach Lecha Poznań (2010)

Jego dobra gra w Widzewie zaowocowała transferem do niemieckiego klubu Arminia Bielefeld. Tam grał w 2. Bundeslidze, będąc niekwestionowanym liderem zespołu i najlepszym strzelcem. W sezonie 2001/2002 wywalczył awans do najwyższej klasy rozgrywkowej oraz koronę króla strzelców 2. Bundesligi z 20 bramkami, co dało mu przydomek „Król Artur”. Po awansie zespołu z Bielefeld w 2003 przeszedł do jednego z czołowych klubów pierwszej ligi – Herthy BSC. Grał tam regularnie przez dwa sezony, jednak głównie jako rezerwowy. Jesienią 2005 całkowicie stracił miejsce w składzie drużyny z Berlina. Na początku 2006 został sprzedany do swojego dawnego klubu, Arminii. W ciągu trzech sezonów spędzonych w Herthcie zagrał 44 razy w Bundeslidze i zdobył 4 bramki. Natomiast dla drużyny z Bielefeldu strzelił 10 bramek w sezonie 2006/07. Wichniarek w trakcie swoich występów Bundeslidze zdobył łącznie 49 bramek, co plasuje go na 4. miejscu wśród najskuteczniejszych Polaków w niemieckich rozgrywkach (za Robertem Lewandowskim, Janem Furtokiem oraz Andrzejem Juskowiakiem).
Po trzech sezonach Wichniarek powrócił do Herthy Berlin, gdzie podpisał dwuletni kontrakt. Kosztowało to „Starą Damę” 700 tys. euro. Do tej sumy Wichniarek wyłożył z własnej kieszeni dodatkowe 250 tys. euro. Ponownie założył koszulkę klubu ze stolicy 4 lipca 2009 w meczu sparingowym z FSV Rot-Weiß Prenzlau, gdzie zaliczył asystę, a jego drużyna wygrała 5:2. 16 czerwca 2010 przedwcześnie rozwiązał kontrakt z Herthą.
30 czerwca 2010 podpisał roczny kontrakt z Lechem Poznań, do którego powrócił po 13 latach. 13 lipca strzelił jedynego gola w wyjazdowym meczu eliminacyjnym do Ligi Mistrzów 2010/2011 z Interem Baku. 3 listopada jego kontrakt został rozwiązany za porozumieniem stron.
10 stycznia 2011 został zawodnikiem niemieckiego FC Ingolstadt 04, jednak z powodu kontuzji kręgosłupa nie wystąpił w żadnym ligowym meczu tej drużyny w rundzie wiosennej sezonu 2010/11, po czym klub zrezygnował z jego osoby. Z powodu chronicznych problemów z kręgosłupem jego kariera sportowa uległa zawieszeniu w 2011, zaś w 2012 ostatecznie postanowił zakończyć karierę sportową.

## Kariera reprezentacyjna
W reprezentacji Polski zadebiutował 3 marca 1999 na Stadionie Wojska Polskiego w Warszawie, w towarzyskim meczu przeciwko Armenii, wygranym 1:0. W drużynie narodowej nie występował regularnie – w ciągu dziewięciu lat rozegrał zaledwie 17 meczów, podczas których reprezentację prowadziło pięciu selekcjonerów. Pierwszego gola strzelił Czechom 28 kwietnia 1999; poza tym pokonywał bramkarzy reprezentacji Luksemburga, Kazachstanu i Estonii. 16 stycznia 2008, po 4,5-letniej przerwie, Leo Beenhakker ponownie powołał go do kadry. Jego ostatnim występem była towarzyska potyczka z Czechami na Stadionie Neo GSZ w Larnace, w której zagrał 45 minut. 7 września tego samego roku poinformował, że rezygnuje z występów w reprezentacji prowadzonej przez Beenhakkera.

## Statystyki
Reprezentacyjne
| Mecze i gole w reprezentacji | Mecze i gole w reprezentacji | Mecze i gole w reprezentacji               | Mecze i gole w reprezentacji | Mecze i gole w reprezentacji | Mecze i gole w reprezentacji | Mecze i gole w reprezentacji |
| Nr                           | Data                         | Miejsce                                    | Przeciwnik                   | Gol                          | Wynik                        | Rozgrywki                    |
| ---------------------------- | ---------------------------- | ------------------------------------------ | ---------------------------- | ---------------------------- | ---------------------------- | ---------------------------- |
| 1.                           | 28 kwietnia 1999             | Stadion WP, Warszawa, Polska               | Czechy                       | 2–0                          | 2–1                          | towarzyski                   |
| 2.                           | 9 czerwca 1999               | Stade Josy Barthel, Luksemburg, Luksemburg | Luksemburg                   | 0–2                          | 2–3                          | el. ME 2000                  |
| 3.                           | 6 czerwca 2003               | Stadion Miejski, Poznań, Polska            | Kazachstan                   | 1–0                          | 3–0                          | towarzyski                   |
| 4.                           | 20 sierpnia 2003             | A. Le Coq Arena, Tallinn, Estonia          | Estonia                      | 0–2                          | 1–2                          | towarzyski                   |

## Nagrody, wyróżnienia i klasyfikacje
Został wybrany najlepszym piłkarzem sierpnia 2008 Bundesligi przez czytelników czasopisma „Kicker”.
Po rundzie jesiennej sezonu 2009/10 w klasyfikacji „Kickera” otrzymał najgorszą notę spośród wszystkich piłkarzy regularnie występujących w Bundeslidze (otrzymał średnią ocenę 4,78 i znalazł się na ostatnim, 212. miejscu w rankingu najlepszych piłkarzy).

## Osiągnięcia
Klubowe
- Srebrny medal mistrzostw Polski: 1999 z Widzewem Łódź
- Awans do Bundesligi: 2002 z Arminią
- Czwarte miejsce w Bundeslidze: 2005 z Herthą BSC

Indywidualne
- I liga polska w piłce nożnej (1998/1999): drugie miejsce w klasyfikacji strzelców – 20 goli
- 2. Fußball-Bundesliga (2000/2001): pierwsze miejsce w klasyfikacji strzelców – 18 goli
- 2. Fußball-Bundesliga (2001/2002): pierwsze miejsce w klasyfikacji strzelców – 20 goli
- Bundesliga niemiecka w piłce nożnej (2008/2009): dziesiąte miejsce w klasyfikacji strzelców – 13 goli

## Inna działalność
Po zakończeniu kariery został ekspert w programach telewizyjnych i internetowych oraz współkomentuje mecze piłkarskie. W 2019 został jednym z ekspertów firmy bukmacherskiej E-TOTO, biorąc udział w działaniach reklamowych i marketingowych. W 2021 został stałym felietonistą „Przeglądu Sportowego”. W latach 2017–2021 był stałym ekspertem kanałów sportowych Polsatu, gdzie oprócz występowania w tej roli komentował wybrane mecze piłkarskie, m.in. Ligi Mistrzów UEFA. W styczniu 2022 dołączył do internetowego Kanału Sportowego, gdzie został stałym ekspertem magazynu BundesTalk podsumowującego wydarzenia niemieckiej Bundesligi. W lutym tego samego roku dołączył do zespołu redakcyjnego Viaplay Polska, gdzie do końca sierpnia 2023 analizował wybrane mecze Bundesligi, Ligi Europy UEFA i Ligi Konferencji Europy UEFA. Komentuje także mecze piłkarskiego Pucharu Niemiec na antenach Eleven Sports Polska. We wrześniu 2023 został ekspertem piłkarskim TVP Sport, m.in. podczas Mistrzostw Europy 2024 w Niemczech. W styczniu 2025 ponownie został ekspertem niemieckiej Bundesligi, której mecze po czterech latach przerwy przywrócono na kanały Eleven Sports.

## Życie prywatne
Żonaty z Katarzyną, z którą ma dwie córki. Mieszka z rodziną w gminie Kleinmachnow.
18 lipca 2013 został skazany nieprawomocnie na 1,5 roku w zawieszeniu na 5 lat m.in. za malwersacje finansowe, jednak 21 stycznia 2015 sąd II instancji oczyścił go ze wszystkich stawianych mu zarzutów.
W 2017 otworzył sklep sieci Duka w centrum handlowym Spandau Arcaden w Berlinie. Był też doradcą personalnym dla berlińskich i polskich oddziałów sieci piekarni Le Crobag; a także inwestorem w sklepie z meblami ogrodowymi Miloo Home w Düsseldorfie, gdzie jego żona była dyrektorem zarządzającym.